# PeteStrumentals 2
PeteStrumentals 2 è il terzo album di strumentali dell'artista hip hop statunitense Pete Rock, pubblicato nel 2015. Ha un punteggio di 73/100 su Metacritic.
| Recensione | Giudizio |
| ---------- | -------- |
| RapReviews | [ 2 ]    |
| Exclaim!   | [ 2 ]    |
| HipHopDX   | [ 2 ]    |
| Pitchfork  | [ 2 ]    |

## Tracce
| #  | Title                                           | Producer(s) | Performer (s)  | Time |
| -- | ----------------------------------------------- | ----------- | -------------- | ---- |
| 1  | "Heaven & Earth"                                | Pete Rock   | *Instrumental* | 3:39 |
| 2  | "PR 4 Prez"                                     | Pete Rock   | *Instrumental* | 2:36 |
| 3  | "Cosmic Slop"                                   | Pete Rock   | *Instrumental* | 3:21 |
| 4  | "On & On"                                       | Pete Rock   | *Instrumental* | 3:03 |
| 5  | "Beat Goes On"                                  | Pete Rock   | *Instrumental* | 3:48 |
| 6  | "Clap Ya Hands (I Feel Good)"                   | Pete Rock   | *Instrumental* | 3:25 |
| 7  | "My My Baby"                                    | Pete Rock   | *Instrumental* | 2:36 |
| 8  | "I Wish"                                        | Pete Rock   | *Instrumental* | 4:17 |
| 9  | "One, Two, a Few More"                          | Pete Rock   | *Instrumental* | 3:32 |
| 10 | "Air Smoove"                                    | Pete Rock   | *Instrumental* | 2:35 |
| 11 | "Gonna Love You"                                | Pete Rock   | *Instrumental* | 2:12 |
| 12 | "90's Class Act (EK)"                           | Pete Rock   | *Instrumental* | 2:14 |
| 13 | "Justice (Brotherhood & Understanding) (Skit) " | Pete Rock   | *Instrumental* | 0:34 |
| 14 | "Accelerate"                                    | Pete Rock   | *Instrumental* | 2:50 |
| 15 | "Make Me Feel Like"                             | Pete Rock   | *Instrumental* | 3:09 |
| 16 | "Dilla Bounce (R.I.P.)"                         | Pete Rock   | *Instrumental* | 3:43 |
| 17 | "Play Yo Horn"                                  | Pete Rock   | *Instrumental* | 3:25 |
| 18 | "BBJones"                                       | Pete Rock   | *Instrumental* | 3:31 |
| 19 | "Rootz, Reggae, Kulcha (Instr)"                 | Pete Rock   | *Instrumental* | 2:12 |
| 20 | "You Know Dat"                                  | Pete Rock   | *Instrumental* | 2:09 |

## Classifiche
| Classifica (2015)         | Posizione massima |
| ------------------------- | ----------------- |
| US Independent Albums     | 21                |
| US Top R&B/Hip-Hop Albums | 20                |